# Omni (revistă)
Omni a fost o revistă americano-britanică de știință și de literatură științifico-fantastică care a apărut în ediție tipărită în perioada octombrie 1978 - iarna 1995, iar ultima versiune pe internet a apărut în 1998. Revista a fost lansată inițial de Kathy Keeton, care dorea să numească revista Nova, dar a renunțat la idee după un conflict cu Public Broadcasting Service care avea o emisiune cu același nume.

## Ediții

### Antologii
Din 1983 până în 1986, Zebra Books a publicat o serie de antologii cu conținut non-fiction selectat din revista Omni:
- The Omni Book of Space editată de Owen Davies                     (ISBN: 0-8217-1275-6 publicată în octombrie 1983)
- The Omni Book of Computers and Robots editată de Owen Davies      (ISBN: 0-8217-1276-4 publicată în octombrie 1983)
- The Omni Book of Medicine editată de Owen Davies                  (ISBN: 0-8217-1364-7 publicată în aprilie 1984)
- The Omni Book of the Paranormal & the Mind editată de  Owen Davies (ISBN: 0-8217-1365-5 publicată în aprilie 1984)
- The Omni Book of Psychology editată de Peter Tyson           (ISBN: 0-8217-1868-1 publicată în iulie 1986)
- The Omni Book of High-Tech Society 2000 editată de Peter Tyson    (ISBN: 0-8217-1896-7 publicată în septembrie 1986)

Din 1984 până în 1989, Zebra Books a publicat, de asemenea, o serie de antologii science fiction care conțin povestiri publicate în revista "Omni", toate volumele sunt editate de Ellen Datlow, care a fost și editor al revistei "Omni" la momentul respectiv:
- The First Omni Book of Science Fiction   (ISBN: 0-8217-1319-1 publicată în ianuarie 1984)
- The Second Omni Book of Science Fiction  (ISBN: 0-8217-1320-5 publicată în ianuarie 1984)
- The Third Omni Book of Science Fiction   (ISBN: 0-8217-1575-5 publicată în aprilie 1985)
- The Fourth Omni Book of Science Fiction  (ISBN: 0-8217-1630-1 publicată în iulie 1985)
- The Fifth Omni Book of Science Fiction   (ISBN: 0-8217-2050-3 publicată în aprilie 1987)
- The Sixth Omni Book of Science Fiction   (ISBN: 0-8217-2606-4 publicată în martie 1989)
- The Seventh Omni Book of Science Fiction (ISBN: 0-8217-2688-9 publicată în iunie 1989)

Ellen Datlow a editat, de asemenea o serie de antologii science fiction  care conțin povestiri publicate în revista "Omni" sub sigla OMNI Books:
- Omni Best Science Fiction One   (ISBN: 0-87455-277-X publicată în octombrie 1992)
- Omni Best Science Fiction Two   (ISBN: 0-87455-278-8 publicată în noiembrie 1992)
- Omni Best Science Fiction Three (ISBN: 0-87455-284-2 publicată în iunie 1993)
- Omni Visions One                (ISBN: 0-87455-298-2 publicată în noiembrie 1993)
- Omni Visions Two                (ISBN: 0-87455-308-3 publicată în iulie 1994)